# دستجردة (سياوشان)
دستجردة (بالفارسية: دستجرده) هي مستوطنة تقع في إيران في قسم سیاوشان الريفي. يقدر عدد سكانها بـ 271 نسمة .